# Liste von Apfelsorten/Y
Erläuterungen und Quellen: Siehe Hauptartikel!
| Apfelsorte                          | Bild                                | Kreuzung aus                        | Erstes Auftauchen                   | Anmerkungen                         | Quellen                             |
| ----------------------------------- | ----------------------------------- | ----------------------------------- | ----------------------------------- | ----------------------------------- | ----------------------------------- |
| Y 101                               | Siehe: Kissabel Orange              | Siehe: Kissabel Orange              | Siehe: Kissabel Orange              | Siehe: Kissabel Orange              | Siehe: Kissabel Orange              |
| Yakata                              |                                     |                                     |                                     |                                     | e                                   |
| Yakata Fuji                         |                                     |                                     |                                     |                                     | a                                   |
| Yamborka                            |                                     |                                     |                                     |                                     | f                                   |
| Yankee                              |                                     |                                     |                                     |                                     |                                     |
| Yarlington Mill                     |                                     |                                     |                                     |                                     | a, f                                |
| Yataka                              |                                     | Sport von Fuji                      |                                     |                                     |                                     |
| Yates                               |                                     |                                     |                                     |                                     | a                                   |
| Ye Old Peasgood                     |                                     |                                     |                                     |                                     | f                                   |
| Yello                               | Siehe: Shinano Gold                 | Siehe: Shinano Gold                 | Siehe: Shinano Gold                 | Siehe: Shinano Gold                 | Siehe: Shinano Gold                 |
| Yellow Autumn Crab                  |                                     |                                     |                                     |                                     | e                                   |
| Yellow Bellflower                   | Siehe: Gelber Bellefleur            | Siehe: Gelber Bellefleur            | Siehe: Gelber Bellefleur            | Siehe: Gelber Bellefleur            | Siehe: Gelber Bellefleur            |
| Yellow Delicious (oder: Clear Gold) |                                     |                                     |                                     |                                     | a, e, f                             |
| Yellow Delicious, Spur              |                                     |                                     |                                     |                                     | e                                   |
| Yellow Gold Delicious, Compspur     |                                     |                                     |                                     |                                     | a                                   |
| Yellow Ingestrie                    | Siehe: Gelber Pepping Von Ingestrie | Siehe: Gelber Pepping Von Ingestrie | Siehe: Gelber Pepping Von Ingestrie | Siehe: Gelber Pepping Von Ingestrie | Siehe: Gelber Pepping Von Ingestrie |
| Yellow June                         |                                     |                                     |                                     |                                     |                                     |
| Yellow Newtown                      |                                     |                                     |                                     |                                     | a                                   |
| Yellow Newtown Pippin               |                                     |                                     |                                     |                                     | e, f                                |
| Yellow Pitcher                      |                                     |                                     |                                     |                                     | f                                   |
| Yellow Redstreak                    |                                     |                                     |                                     |                                     |                                     |
| Yellow Richard                      |                                     |                                     |                                     |                                     |                                     |
| Yellow Siberian                     |                                     |                                     |                                     | Holzapfel                           | a, d, e                             |
| Yellow Skin                         |                                     |                                     |                                     |                                     |                                     |
| Yellow Summer Pearmain              | Siehe: Porter                       | Siehe: Porter                       | Siehe: Porter                       | Siehe: Porter                       | Siehe: Porter                       |
| Yellow Transparent                  | Siehe: Weißer Klarapfel             | Siehe: Weißer Klarapfel             | Siehe: Weißer Klarapfel             | Siehe: Weißer Klarapfel             | Siehe: Weißer Klarapfel             |
| Yellowspur                          | Siehe: Lemon Pippin                 | Siehe: Lemon Pippin                 | Siehe: Lemon Pippin                 | Siehe: Lemon Pippin                 | Siehe: Lemon Pippin                 |
| Yeovil Sour                         |                                     |                                     | um 1824 in Yeovil, Somerset         |                                     | e                                   |
| York                                |                                     |                                     |                                     |                                     | a, c, d                             |
| York-A-Red                          |                                     |                                     |                                     |                                     | f                                   |
| York Imperial                       |                                     |                                     | 1820 in York, Pennsylvania, USA     |                                     | a, p (S. 706f)                      |
| York Stripe                         |                                     |                                     |                                     |                                     |                                     |
| York Winesap                        |                                     |                                     |                                     |                                     |                                     |
| Yorkshire Aromatic                  |                                     |                                     |                                     |                                     | f                                   |
| Yorkshire Beauty                    |                                     |                                     |                                     |                                     |                                     |
| Yorkshire Greening                  |                                     |                                     |                                     |                                     | a, f                                |
| Young America                       |                                     |                                     |                                     |                                     | f                                   |
| Young America Crab                  |                                     |                                     |                                     | Holzapfel                           |                                     |
| Young’s Pinello                     |                                     |                                     |                                     |                                     | f                                   |